# Fiume grande/La bella spettinata
Fiume grande/La bella spettinata è un 45 giri del 1974 del cantautore italiano Franco Simone.

## Tracce
- Lato A - Fiume grande - (F.Simone) - 3'25
- Lato B - La bella spettinata - (F.Simone) - 2'22

Produttore Ezio Leoni - Arrangiamento Enrico Intra